# 映襯
映襯修辭，又稱襯托，是中文的一種修辭手法，是在描繪主體事物時，用相似或相反的次要事物陪襯，使主體事物的特徵更突出和鮮明，亦即「紅花配綠葉，烘雲為托月」之意，可使文章語意更深刻並加強語氣。映襯法主要分爲正襯和反襯兩種。

## 定義與用法
映襯主要包括正襯和反襯兩種形式。不論是正襯或是反襯，都是以次等的襯體來陪襯描寫對象本體，從而使主體的特徵更鮮明。
使用映襯法時，要注意主題和襯體兩者比較的關係，一定要有不同且顯而易見的差別，還須注意映襯對象的對應，詞彙的使用應該要切合辭意且含蓄，不可兩者互相矛盾。
此外，襯托手法不同於對比手法，主要差異有四：其一、襯托有主次之分，本體為主、襯體為次，而對比雙方不分主次，並列存在；二、襯托涉及兩個不同事物，而對比既可比較兩種不同事物，也可就同一事物的不同方面進行對比；三、襯托旨在突出事物特點，不存在比較的意義，但對比則旨在比較兩個事物的好壞結果；其四，襯托常用於描寫，而對比常用於說明。

### 反襯
反襯是用相反、有差別或對立的事物做襯體，從反面陪襯主體事物。反襯中，被襯托的主要事物和陪襯的次要事物相反或相對，或是具有不同的方向。常見的反襯有以動襯靜、以樂襯哀、以小襯大、以醜襯美、以弱襯強等．．．
用法舉隅：
- 杜甫《春夜喜雨》：野徑雲俱黑，江船火獨明——用江船上的一點燈火之明，來反襯出整個夜幕的黑暗。[1]
- 王籍《入若耶溪》：蟬噪林逾靜，鳥鳴山更幽——用蟲鳥的叫聲反襯出山林的幽靜，以動寫靜。[6][1]
- 吳勝雄〈負荷〉：只因為這是生命中最沉重也是最甜蜜的負荷——是用「沉重」和「甜蜜」兩個相反的觀念，突顯出對家庭的熱愛與強烈的責任感[7]。
- 徐志摩〈我所知道的康橋〉：敗草裡的鮮花——用許多枯萎的草反面襯托鮮花的美好和拔群。
- 羅家倫〈運動家風度〉：有運動家風度的人，寧可有光明的失敗，絕不要不榮譽的成功。[8]
- 陳之藩〈哲學家皇帝〉：作卑微的工作，樹高傲的自尊。
- 曹雪芹《紅樓夢·第三回》：睜眼瞎子。
- 鄭愁予〈錯誤〉：我達達的馬蹄是美麗的錯誤。[8]

### 正襯
正襯也稱烘托、烘襯，是用性質相同或類似的事物作爲襯體，從正面陪襯所描繪的主體，從周圍或旁邊渲染，使主體或重點更加顯明，如用「高的」襯托「更高的」，用「好的」襯托「更好的」。文學作品中常以美好的事物來正面襯托英俊美好的人物形象，用荒涼的景物和氣氛來襯托悲傷的情緒，例如春天的生機勃勃可以襯托年輕人的朝氣。
用法舉隅：
- 李白《贈汪倫》：桃花潭水深千尺，不及汪倫贈我情——以桃花潭水的深度正面陪襯，突顯李白與汪倫的友情更為深厚[4]。
- 王統照《青紗帳》：高粱高似竹，遍野參差綠。粒粒珊瑚珠，節節琅玉——以竹子正面襯托高粱的枝幹，用珊瑚珠來正面襯托高粱的果實，突出描繪了高粱挺拔秀麗的姿態和艷麗的色彩，表達作者對高粱的喜愛之情[1]。

### 其他形式
就映襯的用法形式，學者説法不一。黃慶萱主張將映襯分爲「對襯」「雙襯」和「反襯」三種形式；成偉鈞則將映襯分爲「相關事物的映襯」（正襯）、「相對事物的映襯」（雙襯）和「相反事物的映襯」（反襯）。